# Préludes (Debussy)
De Préludes livre I et II (Nederlands: Preludes boek I en II) zijn door de Franse componist Claude Debussy geschreven voor piano 2-handig. Elk boek bevat 12 stukken, die allemaal voorzien zijn van een titel. Deze staat echter niet - zoals gebruikelijk - aan het begin van het stuk maar aan het eind ervan; de muziek komt op de eerste plaats en is niet bedoeld als beschrijving van een beeld. Ook had Debussy er een hekel aan om impressionist genoemd te worden vanwege de associatie met gebrek aan structuur (kijk voor deze uitlating in het artikel impressionisme onder het hoofdje Componisten).
Sinds Frédéric Chopin heeft een aantal componisten een serie van 24 preludes (in elke toonsoort 1) geschreven, preludes (= voorspel) zonder vervolg. Zo niet Debussy; de eerste van livre I (Danseuses de Delphes) staat duidelijk in Bes, de tweede (Voiles) staat in de hele-toonstoonladder met als grondtoon eveneens Bes. De zevende en de achtste prelude staan beide in Fis. Wat de bedoeling van de componist met zijn 2 x 12 preludes ook geweest is, een soort wohltemperiert project kan het niet zijn.

## Orkestratie
In 2007 verzorgde de Brit Colin Matthews een orkestratie van deze preludes; hij bleef met zijn Preludes in de stijl van de orkestwerken van Debussy; hij wijzigde wel de volgorde van de delen.

## Préludes livre I (boek I)
1909-1910
1. Danseuses de Delphes (Danseressen van Delphi)
2. Voiles (Sluiers of zeilen van een schip)
3. Le vent dans la plaine (De wind in de vlakte)
4. Les sons et les parfums tournent dans l'air du soir (De geluiden en de geuren draaien in de avondlucht - naar een dichtregel uit Charles Baudelaires bundel Harmonie du soir, ofwel 'Avondlijke samenklank'.)
5. Les collines d'Anacapri (De heuvels van Anacapri)
6. Des pas sur la neige (Voetstappen in de sneeuw)
7. Ce qu'a vu le vent d'ouest (Wat de westenwind gezien heeft)
8. La fille aux cheveux de lin (Het meisje met vlasblond haar)
9. La sérénade interrompue (De onderbroken serenade)
10. La cathédrale engloutie (De gezonken kathedraal)
11. La danse de Puck (de dans van Puck)

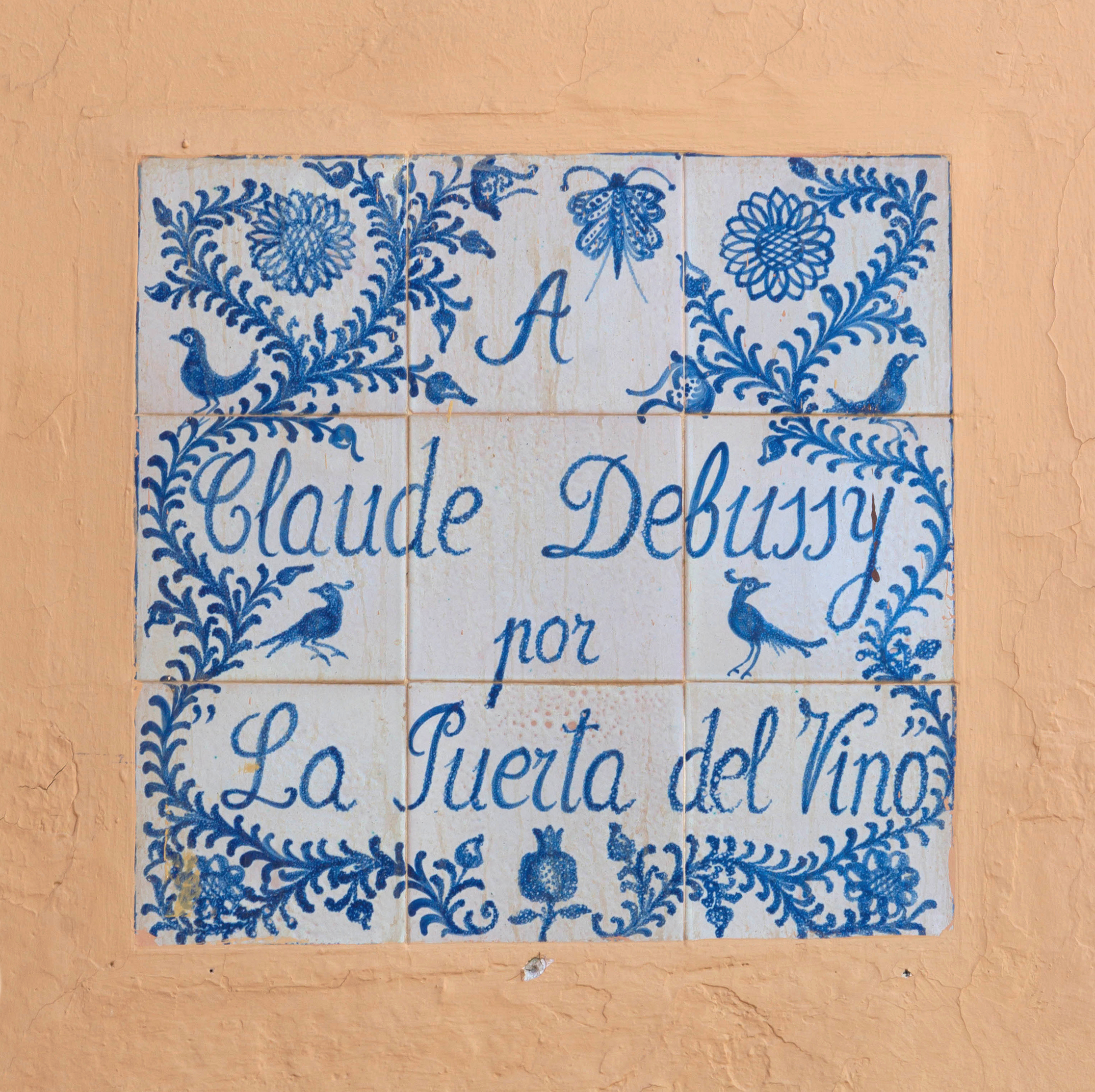
Hommage aan Claude Debussy voor diens prelude "La Puerta del Vino", in het Alhambra van Grenada, Spanje

12. Minstrels (Minstrelen)

## Préludes livre II (boek II)
1910-1912
1. Brouillards (Nevels)
2. Feuilles mortes (Dode bladeren)
3. La Puerta del vino (De wijnpoort, naar aanleiding van een bezoek aan het Alhambra)
4. Les fées sont d'exquises danseuses (De feeën zijn verfijnde danseressen)
5. Bruyères (Heidestruiken)
6. Général Lavine. Excentric (Generaal Lavine. Zonderling)
7. La terrace des audiences du clair de lune (Terras met toehoorders in maanlicht)
8. Ondine
9. Hommage à Samuel Pickwick Esq.P.P.M.P.C. (Eerbetoon aan...)
10. Canope
11. Les tierces alternées (alternerende tertsen)
12. Feux d'artifice (Vuurwerk, geïnspireerd op de Wereldtentoonstelling van 1889 in Parijs, bevat aan het eind een citaat uit de Marseillaise)

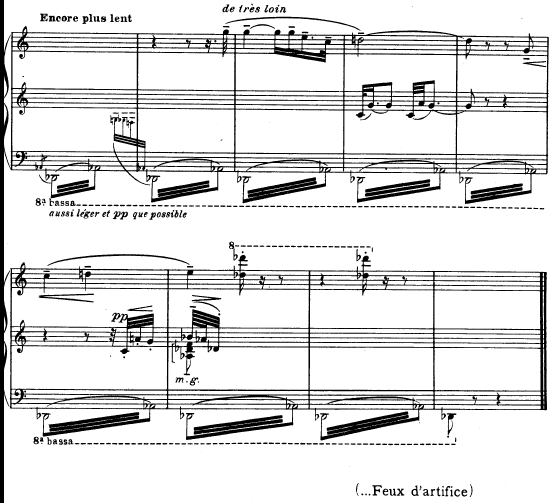
De laatste maten uit Feux d'artifice, met het citaat van de Marseillaise, dat vanuit de verte klinkt